# Новая фигурация
Nieuwe figuratie (нидерл. Новая фигуративность) — движение в бельгийском и нидерландском изобразительном искусстве. Новая фигурация — это новая форма пространственного творения, подразумевающая отказ от традиционной перспективы, введение пространственного внушения странно живописными объектами и абстрагирование в силуэтные формы.
В 1960—1970-е годы в Бельгии работала группа фламандских и голландских художников-единомышленников, известных миру как «De Nieuwe Figuratie», что дословно означает «новая фигуративность». Эти художники по-новому взглянули на фигуративное искусство, а в частности — на фигуративность в живописи. Это была попытка влить свежей крови в фигуративную живопись без использования паттернов реализма.
Новая Фигурация — это собирательное название для группы художников, которые в 1960-х и 1970-х годах возобновили интерес к фигуративным элементам в живописи. Название уже выдает, что художники этого движения хотели вдохнуть новую жизнь в образ, не возвращаясь к реализму.
Несмотря на то, что они редко выходили на улицу как группа, это был явный общий живописный подход. Работа характеризовалась особым интересом к неоднозначным отношениям между репрезентацией и реальностью (а также отношениями абстракция и реализм). Часто используются элементы из популярной визуальной культуры, такие как комиксы и рекламные объявления.
Американский художник Роберт Раушенберг замечательно протестовал против абстрактного экспрессионизма в 1953 году, когда он грубо закончил рисунок Виллема де Кунинга и отредактировал, подписал и датировал «Стирание рисунка Кунинга», так родился американский поп-арт. Во Фландрии это движение шестидесятых годов называлось «Новая фигурация», новая повествовательная картина. Этот термин был переведен с французского Figuration Nouvelle эссеистом Мишель Рэгоном, который хотел представить это явление европейскому художественному миру. Немногим ранее, в 1948 году, Роже Равеел основал в Генте объединение «La Relève», в которое входили: Джан Бурсенс, Камиль Д'Хейв, Франс Пиенс, Джан Саверис, Виктор ван дер Иккен, Эльза Вервене, Пьер Влерик и Марсель Исевейн.
Новая Фигурация использовалась в подражании термину «Новое видение», с которым в 1966 году поэт Роланд Джоорис сформулировал ряд общих стилевых характеристик группы художников вокруг Роже Равеела. В том же году Равеел работал с Раулем де Кейзером и другими художниками над фресками в подвальных коридорах бывшего замка Беервельде.
В частности, в 1970-х годах работы Роже Равеела, Райнье Люкассен, Альфонса Фреймута, Этьена Элиаса и Ивана Тейса имели много общего. В период, когда акцент был сделан на минимальном искусстве, концептуальном искусстве, видео и перформансах, их внимание к живописи и оформлению было замечательным. Они взяли на себя свободу использовать стили, которые, по их мнению, были необходимы, в одной композиции, тем самым отрицая необходимость использования только одного стиля, они корректируют стили по своему вкусу.
Поразительные сходства в работах художников, которые считаются частью новой конфигурации: сочетание фигуративных и абстрактных элементов, напряженность между плоской поверхностью и иллюзией пространства, яркие цвета, четкие контуры и элементы поп-арта. Используя одни и те же изображения или темы и виды, например, «роковая женщина» и ванные комнаты, художники ссылаются друг на друга. Они также разделяют свое восхищение бывшими художниками. Такие имена, как Джотто, Мондриан, Ван Гог и Магритт, отражены в картинах или их названиях. Затем художники снова «цитируют» определённый стиль или визуальные элементы, чтобы отдать дань уважения художникам, которыми они восхищаются.

## Представители
- Альфонс Фраймут[нидерл.], родился в Хаарлеме 28 августа 1940 года) — нидерландский живописец, скульптор, график и керамист.
- Райнье Люкассен[нидерл.], родился в Амстердаме в 1939 году) — нидерландский живописец. Считается одним из важнейших представителей «Новой фигуративности»[3].
- Питер Холстейн[нидерл.], родился в Энсхеде 4 мая 1934 года) — нидерландский рисовальщик, живописец и график.
- Роже Равеел (Махелен-аан-де-Ляйе, 15 июля 1921 г. — 30 января 2013, Дейнзе) — современный фламандский живописец.

Предполагается, что основной проблемой фигуративности с точки зрения изобразительного искусства станет использование новых форм описания объектов, отличных от традиционного реализма.